# ヒルダ (小惑星)
ヒルダ (153 Hilda) は、小惑星帯の外縁部に位置するかなり大きな小惑星の一つ。
表面は炭素化合物で覆われており暗い。
ヒルダの公転周期は木星と2:3の軌道共鳴になっており、同じような軌道を持つ小惑星のグループはヒルダ群と呼ばれる。ただし物理的な性質がそれぞれ異なるため、ヒルダ「族 (Family)」とは呼ばれない。
1875年11月2日にオーストリアの天文学者・ヨハン・パリサがポーラ（現クロアチア領プーラ）で発見し、天文学者テオドール・オッポルツァーの娘に因んで名付けられた。
光度曲線の振幅は小さく、球体に近い形をしていると考えられていたが、2002年12月31日に日本で掩蔽が観測され、楕円体であることが判明した。